# عيدروس بن عمر الحبشي
عيدروس بن عمر الحبشي (1237 - 1314 هـ) شيخ الإسناد وسند الطريقة العلوية وعليه مدار الأخذ في التحديث، خصوصًا عند السادة العلويين. يكاد يتفرد في الديار الحضرمية في وقته بعنايته بعلم الإسناد عناية تامة، وصنّف كتبًا فيه هي المراجع في أبوابها حتى أصبح مرجع التخريج لأهل حضرموت ولقب بـ«مُسنِد حضرموت».

## نسبه
عيدروس بن عمر بن عيدروس بن عبد الرحمن بن عيسى بن محمد بن أحمد صاحب الشعب بن محمد بن علوي بن أبي بكر الحبشي بن علي بن أحمد بن محمد أسد الله بن حسن الترابي بن علي بن الفقيه المقدم محمد بن علي بن محمد صاحب مرباط بن علي خالع قسم بن علوي بن محمد بن علوي بن عبيد الله بن أحمد المهاجر بن عيسى بن محمد النقيب بن علي العريضي بن جعفر الصادق بن محمد الباقر بن علي زين العابدين بن الحسين السبط بن الإمام علي بن أبي طالب، والإمام علي زوج فاطمة بنت محمد ﷺ.
فهو الحفيد 31 لرسول الله محمد ﷺ في سلسلة نسبه.

## مولده ونشأته
ولد ببلدة الغرفة في حضرموت يوم الجمعة الثالث والعشرين من محرم الحرام عام 1237 هـ، ووالدته هي سعدية بنت علوي بن عبد الله بن علوي بن أحمد بن جعفر بن حسين بن أحمد صاحب الشعب الحبشي. نشأ في كنف أبيه وعمه، وكان أبوه قد ألقى قياده لعمه السيد محمد بن عيدروس الحبشي، فكان عمه معتنيا به منذ أن ناهز الخامسة من السنين، يحمله معه إلى شبام في كل أسبوع، لحضور مجلس شيخه السيد أحمد بن عمر بن زين بن سميط، فتيسر له بذلك الأخذ عنه، ولكن توفي عمه وهو ابن عشر سنوات، فاهتم به أبوه السيد عمر بعد أن ظهرت عليه أمارات الفتوح والاستعداد على يدي عمه، فأقرأه «رسالة الإمام أحمد بن زين»، و«شرح الرملي على المختصر الصغير»، ثم «شرح الفشني على الزبد»، و«شرح التحرير»، و«الرحبية»، و«شرح الشمائل» لابن حجر، و«الآجرومية» مع مطالعة بعض المطولات كـ«التحفة» و«فتح الجواد»، وكان سنّه عند وفاة أبيه ثلاث عشرة سنة.

## شيوخه
كانت للحبيب عيدروس رحلات إلى بلدان وادي حضرموت، وما جاور بلدته الغرفة وما بعُد عنها، فرحل إلى شبام، وتريم وسيئون، وإلى الخريبة بوادي دوعن، وأخذ عن جماعة من علماء تلك البلدان. ثم كانت رحلته إلى الحجاز لأداء مناسك الحج عام 1276 هـ، والتقى في تلك السنة بعلماء الحرمين الشريفين، وغيرهم من الواردين عليهما. وله مشيخة كبيرة تزيد على مئتي شيخ، كما ذكر تلميذه الشيخ عمر شيبان في «الفيوضات العرشية»، وهنا مجموعة مختارة من كبارهم:
| - والده عمر بن عيدروس الحبشي - عمه محمد بن عيدروس الحبشي - أحمد بن عمر بن سميط - محمد بن أحمد بن جعفر الحبشي - حسن بن صالح البحر - عبد الله بن حسين بن طاهر - علي بن عمر السقاف - عبد الله بن علي بن شهاب الدين - محمد بن عبد الرحمن الحداد - أحمد بن علي الجنيد - عبد الله بن عمر بن يحيى - عبد الله بن حسين بلفقيه | - محسن بن علوي السقاف - محمد بن حسين الحبشي - عمر بن محمد بن سميط - عبد الله بن أحمد باسودان - عبد الله بن سعد بن سمير - عبد الرحمن بن علي السقاف - عبد الله بن عبد الرحمن بن سميط - حسين بن عمر بن سهل - محمد بن عبد الله باسودان - أحمد بن زيني دحلان - محمد بن عمر بن عبد الرسول العطار - محمد النور المغربي الإدريسي - عبد الله بن مصلح الخرساني | - محمد بن خاتم الأحسائي العماني - شيخ بن عمر السقاف - عمر بن عبد الله الجفري - سعيد بن محمد باعشن - أحمد بن سعيد باحنشل - علي بن عبد القادر باحسين - علوي بن زين الحبشي - أحمد بن محمد المحضار - محمد بن إبراهيم بلفقيه - حامد بن عمر بافرج - محمد بن علي السقاف - عبد القادر بن حسن السقاف - صالح بن عبد الله العطاس | - أبو بكر بن عبد الله العطاس - محمد العزب الدمياطي المدني - حسن بن حسين بن أحمد الحداد - عبد الله بن أبي بكر عيديد - عبد القادر بن محمد الحبشي - محمد بن عبد الله بن قطبان السقاف - عمر بن أبي بكر الحداد - عبد الله بن عيدروس البار - عمر بن زين الحبشي - عبد الرحمن بن سليمان الأهدل - رضوان بن أحمد بارضوان |

## تلاميذه
من الصعوبة أن يحصر الآخذون عن الحبيب عيدروس، فقد زاره وأخذ عنه وكاتبه العشرات من طلاب العلم بل المئات. وقد أجاز أهل عصره في مختلف العلوم الشرعية والأدعية والأوراد والأذكار إجازات عامة وخاصة، ذكر ذلك تلميذه الشيخ عمر شيبان في «الفيوضات العرشية»، وممن أجازهم:
| - عبد الرحمن بن محمد المشهور - علي بن محمد الحبشي - عبيد الله بن محسن السقاف - أحمد بن حامد بن عمر بن سميط - ابنه محمد بن عيدروس الحبشي - ابنه عمر بن عيدروس الحبشي - محمد بن شيخ الدثني - عوض بن عمر شيبان - عمر بن عوض بن عمر شيبان - عمر بن عيدروس العيدروس - محمد بن أحمد الخطيب | - أحمد بن حسين بن سميط - عبد الرحمن بن عيسى الحبشي - محمد بن شيخان الحبشي - علوي بن عبد الرحمن السقاف - محمد بن أحمد بن عبد الله البار - أحمد بن أبي بكر باعباد - محمد بن سقاف بن الشيخ أبي بكر بن سالم - أحمد بن عمر بن يحيى - عمر بن هادون العطاس - أحمد بن حسن العطاس | - جعفر بن محمد العطاس - محمد بن أحمد المحضار - يوسف بن أحمد الزواوي - بكري بن محمد شطا - أحمد بن قاسم بن يحيى - عبد الله بن زين العابدين العيدروس - عبد الله بن أبي بكر باسودان - سالم بن عمر بن عانوز الحضرمي - محمد بن طاهر الحداد - سالم بن طه الحبشي - علي بن أحمد المحضار | - محمد بن سالم السري - محمد علي بن ظاهر الوتري - عبد الله بن عيدروس البار - مصطفى بن أحمد المحضار - حسن بارحيم بامشموس - أحمد بن معروف باجمال - عبد الإله بن حسن بن صالح البحر - أحمد بن حسن بن علوي الحبشي - علي بن محمد بلجون - علوي بن عبد الرحمن المشهور |

ومن تلامذته الذين ترجموا له:
| - عمر بن عوض شيبان - محمد بن أبي بكر باذيب | - حسين بن محمد الحبشي - علي بن محمد الحبشي - سالم بن عبد الرحمن باصهي | - أبو بكر بن عبد الرحمن بن شهاب الدين - سالم بن حفيظ بن الشيخ أبي بكر بن سالم - محمد بن حسن عيديد | - عبد الرحمن بن عبيد الله السقاف - عبد الله بن طاهر الحداد - علوي بن طاهر الحداد |

## مؤلفاته
كان يهتم جدا بتتبع الكتب والمؤلفات، لا سيما مؤلفات شيوخه أو شيوخهم ممن ارتبط بأسانيدهم، واهتم بتحصيل بعض المؤلفات بخطوط أصحابها، فإن لم يجدها استنسخها، وقد احتوت مكتبته على نوادر الكتب والمخطوطات، منها: «شرح الجامع الصغير» للأمير الصنعاني، ولا زالت هذه المكتبة محفوظة في منزله إلى اليوم، يعتني بها أحفاده جيلا بعد جيل، حيث قام حفيد حفيده عبد الله بن محمد الحبشي بفهرستها، ونشر بعض أسماء الكتب الهامة والنادرة فيها، وبلغت 160 عنوانًا. وقد صنف الحبيب عيدروس في علم الإسناد مؤلفات كبيرة مشهورة، وهي الأثبات الثلاثة:
1. «منحة الفتاح الفاطر في ذكر أسانيد السادة الأكابر»، أول ما كتبه في فن الأسانيد والتراجم. ساق فيه سنده في حديث الرحمة المسلسل بالأولية، ثم ساق سنده في الفقه والأصول وعلم الكلام.
2. «عقد اليواقيت الجوهرية وسمط العين الذهبية»، لبيان سلسلة الطريقة العلوية، وإسناداتها الصحيحة، المتصلة بالسلف الصالح، المرفوعة إسناداتهم إلى رسول الله ﷺ.
3. «عقود اللآل في أسانيد الرجال»، في ذكر الاتصال بالعلماء ورواية ما يُروى عنهم من العلوم من جهة الأشياخ العلويين ومن رَوَوا عنه من علماء الجهة الحضرمية.

وله رسائل صغيرة لم تشتهر: «نبذة في ختم صحيح البخاري»، و«نبذة في ختم إحياء علوم الدين»، و«كيفية السلام على أهل القبور»، كما جُمع شعره في جزء لطيف، جمعه تلميذه الشيخ محمد بن علي بن شيخ الدثني. وجُمعت رسائله في مجلد، ووصاياه في مجلد آخر، علاوة على الذي جمعه منها الشيخ عمر شيبان.

## كتب ألفت حوله
قام بعض تلامذته بجمع كلامه ومواعظه وما سمعوا منه في تفسير بعض الآيات الكريمة والأحاديث النبوية، وأُخرج ذلك في مجلدات، وفيما يلي تلك المؤلفات:
- «الفيوضات العرشية والمنوحات الحبشية» تأليف الشيخ عمر بن عوض بن عمر شيبان المتوفى سنة 1356 هـ، وهو كتاب احتوى على مناقب الحبيب عيدروس بن عمر الحبشي وسيرة حياته، وتفاصيل عن شؤونه الخاصة، وكيفية عبادته وغير ذلك.
- «النهر المورود من بحر الفضل والكرم والجود» جمع السيد عبيد الله بن محسن بن علوي السقاف، وقد اشتمل الكتاب على جملة وافرة من كلام الحبيب عيدروس، وبعض مناقبه وشمائله.
- «مطالع النفوس وأنوار الغلوس» من تأليف الشيخ عمر شيبان أيضا، وهو مجموع الكرامات وخوارق العادات التي ظهرت للحبيب عيدروس الحبشي.
- «رواح القلوب والنفوس في مناقب الحبيب عيدروس» تأليف الشيخ سالم بن أحمد بن علي بن أبي الغيث باحميد المدودي المتوفى سنة 1345 هـ.

## ذريته
أعقب من أولاده محمد المتوفى سنة 1322 هـ، وهو أعقب عليًا المتوفى سنة 1382 هـ، وأعقب علي ستة من الأولاد هم: محمد، وحسن، وحسين، وعبد الله، وأحمد، وعبد الرحمن. ومن مشاهير ذريته عبد الله بن محمد الحبشي، أحد كبار الباحثين وناشري التراث في العصر الحديث.

## وفاته
وقد اُبتلي قبل وفاته ببعض الأمراض، منها مرض الباسور، مع وجع في عينيه أصابه في جمادى الأولى سنة 1310 هـ، فتمرض لمدة عشرين يوما في سيئون في منزل تلميذه عبيد الله بن محسن السقاف، ثم أصيب سنة وفاته بمرض عضال أثّر فيه جدا حتى أودى بحياته، وكانت وفاته ليلة الاثنين التاسع من شهر رجب سنة 1314 هـ ببلدته الغرفة، وفي عصر يوم الاثنين كان مدفنه في قبته التي أنشأها إلى غربي مسجد الجامع قبل وفاته بسنة.

### استشهادات
1. ↑  الزركلي، خير الدين (2002). الأعلام (PDF). بيروت، لبنان: دار العلم للملايين. ج. الجزء الخامس. ص. 99. مؤرشف من الأصل (PDF) في 2020-11-06.
2. ↑  المشهور، عبد الرحمن بن محمد (1404 هـ). شمس الظهيرة (PDF). جدة، السعودية: عالم المعرفة. ج. الجزء الثاني. ص. 474. مؤرشف من الأصل (PDF) في 2 يناير 2020. {{استشهاد بكتاب}}: تحقق من التاريخ في: |تاريخ= (مساعدة)
3. ↑  المشهور، أبو بكر بن علي. لوامع النور. صنعاء، اليمن: دار المهاجر. ج. الجزء الأول. ص. 191.
4. ↑  السقاف، عبد الله بن محمد. تاريخ الشعراء الحضرميين. القاهرة، مصر: مطبعة العلوم. ج. الجزء الرابع. ص. 59.
5. ↑  باكثير، عبد الله بن محمد (1405 هـ). رحلة الأشواق القوية إلى مواطن السادة العلوية. ص. 11. {{استشهاد بكتاب}}: تحقق من التاريخ في: |تاريخ= (مساعدة)
6. ↑  ابن الشيخ أبي بكر بن سالم، سالم بن حفيظ (1426 هـ). منحة الإله في الاتصال ببعض أولياه. تريم، اليمن: دار المقاصد. ص. 91. {{استشهاد بكتاب}}: تحقق من التاريخ في: |تاريخ= (مساعدة)
7. ↑  المرعشلي، يوسف عبد الرحمن (1427 هـ). نثر الجواهر والدرر في علماء القرن الرابع عشر (PDF). بيروت، لبنان: دار المعرفة. ص. 943. مؤرشف من الأصل (PDF) في 2018-06-12. {{استشهاد بكتاب}}: تحقق من التاريخ في: |تاريخ= (مساعدة)

## وصلات خارجية
- عيدروس الحبشي - معجم البابطين لشعراء العربية في القرنين التاسع عشر والعشرين.